# Buster Keaton
Joseph Frank »Buster« Keaton, ameriški filmski igralec, režiser in producent, * 4. oktober 1895, Piqua, Kansas, Združene države Amerike, † 1. februar 1966, Woodland Hills, Kalifornija.
Skupaj s Charliejem Chaplinom in Haroldom Lloydom je ena od največjih zvezd dobe nemega filma. Najbolj je znan po svojih vlogah v filmih, kot so Our Hospitality (1923), Sherlock Jr. (1924), The Navigator (1924) in The General (1926).
Leta 1960 je prejel častnega oskarja za življenjsko delo v filmu.
Na Hollywoodski aleji slavnih ima posvečeni dve zvezdi, eno za filmske dosežke, drugo pa za delo na televiziji.